# Casa Goangă
Casa Goangă este un monument istoric aflat pe teritoriul municipiului Curtea de Argeș.

## Istoric și trăsături
Casa părintească a baritonului Petre Ștefănescu Goangă, ridicată la începutul secolului XIX, este cea mai amplă construcție rezidențială tradițională păstrată în centrul istoric. Păstrează, bine conservate, structura de zidărie și lemn, și partiul arhitectural. Prispa generoasă, de sub acoperișul de șiță tradițional, orientată spre curte, constituie elementul major al compoziției.

## Imagini din exterior

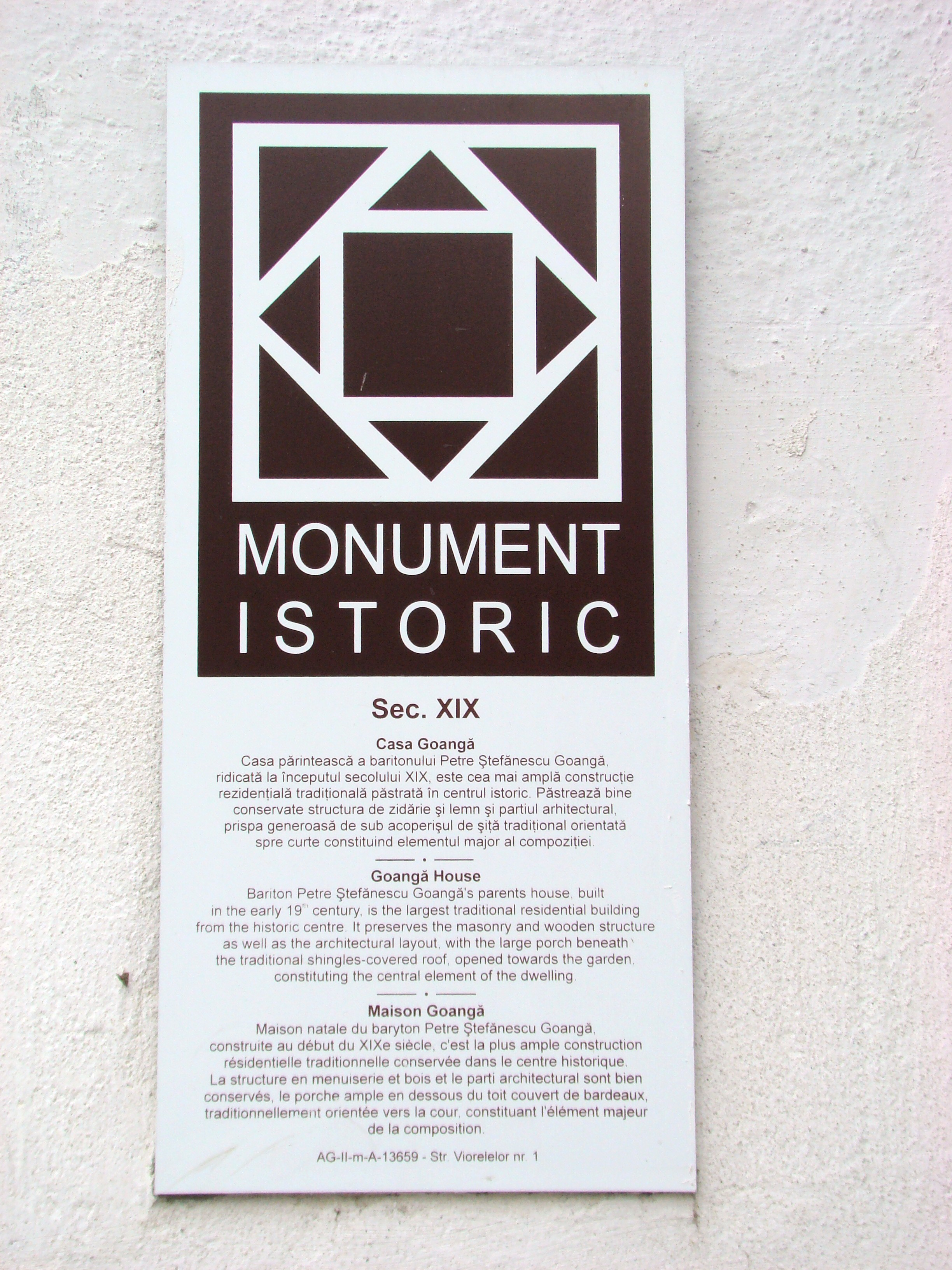
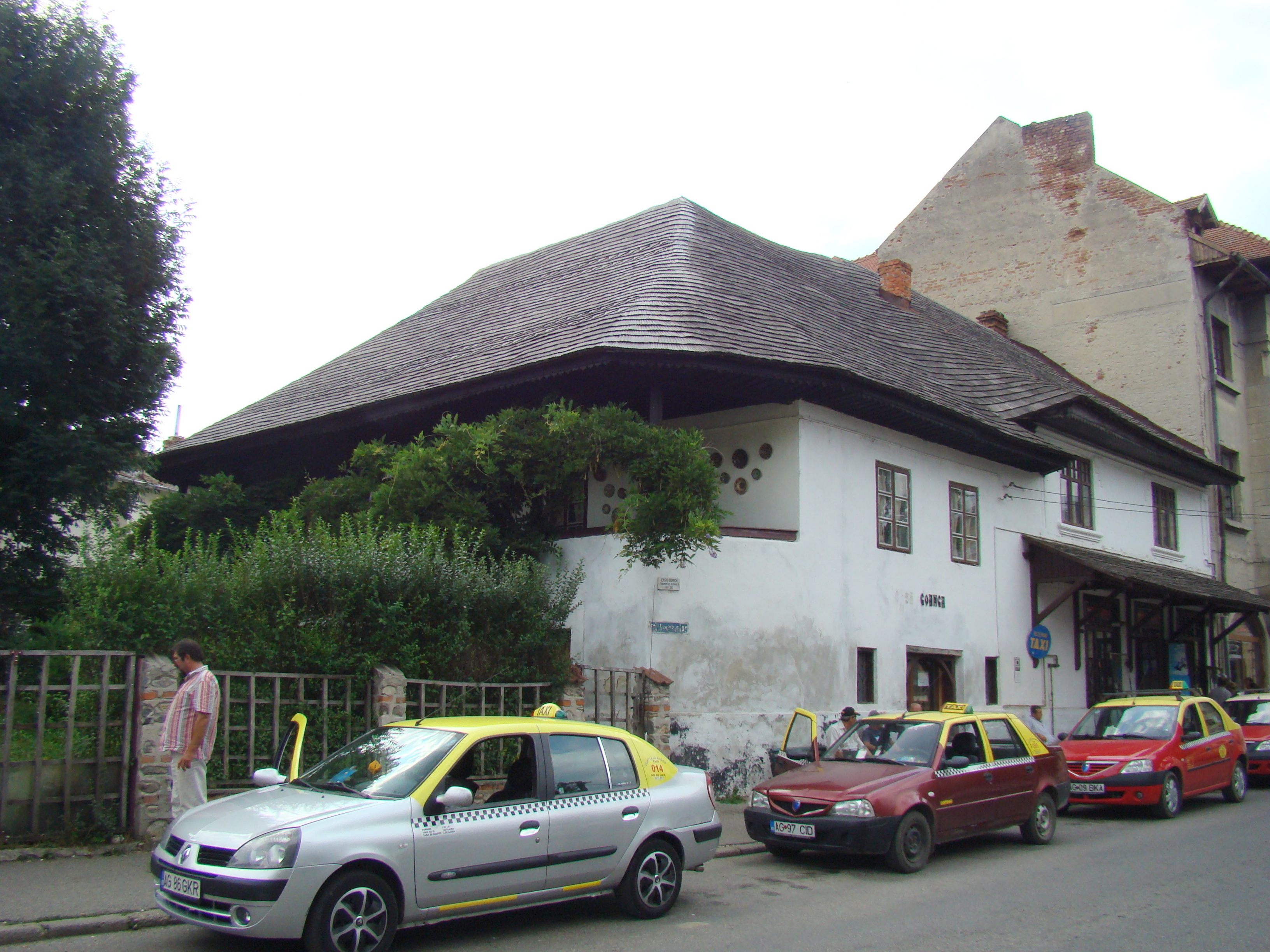
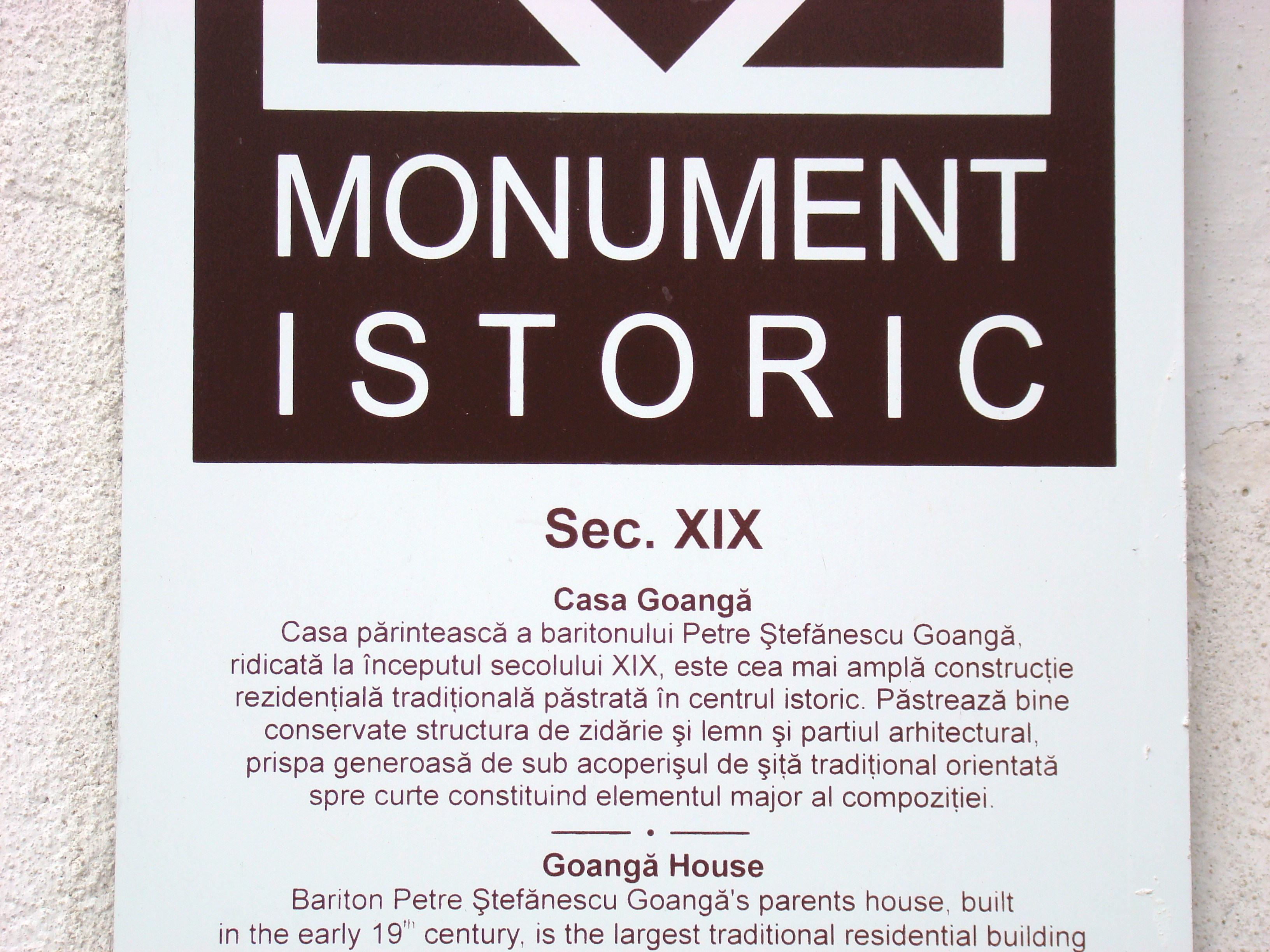
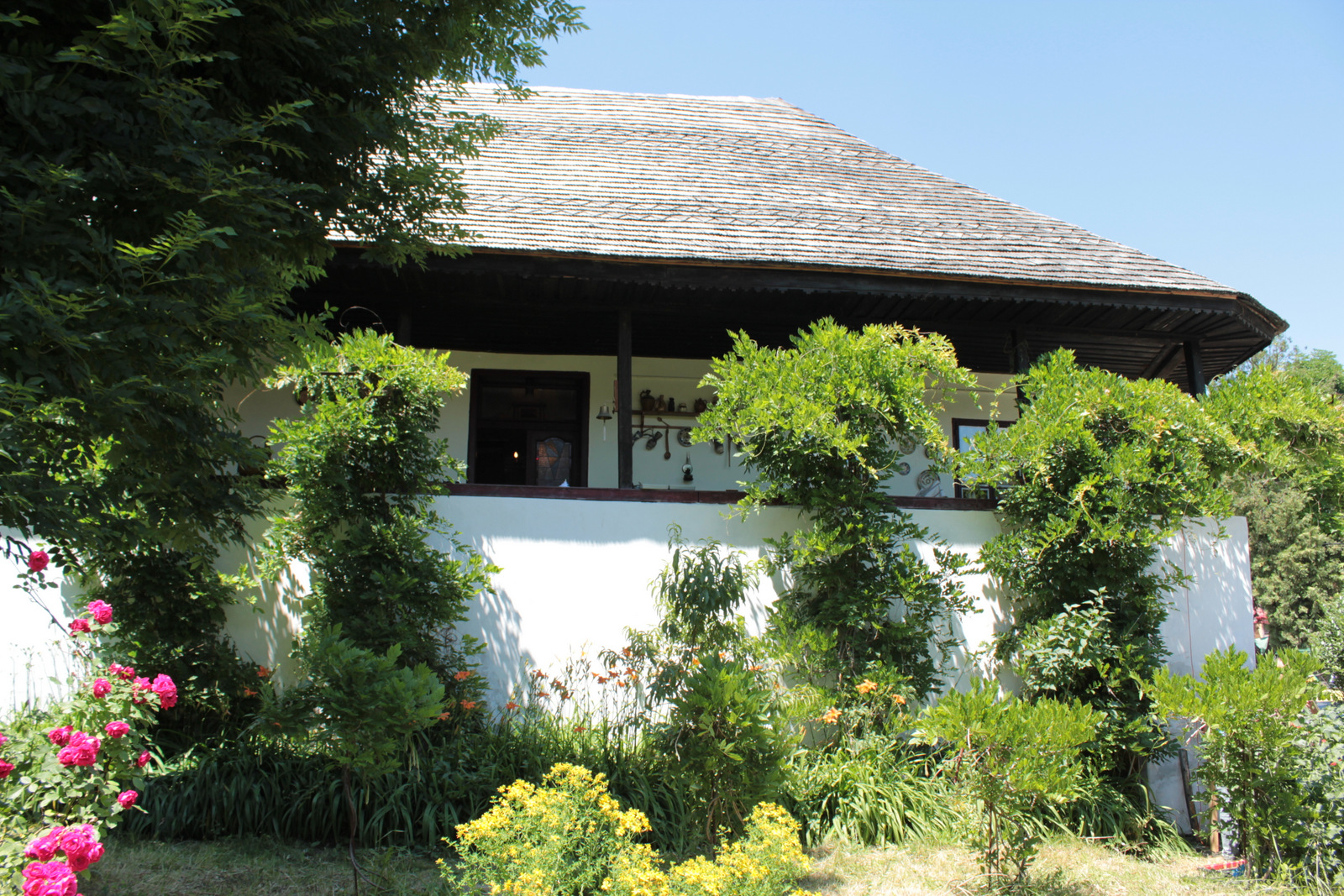
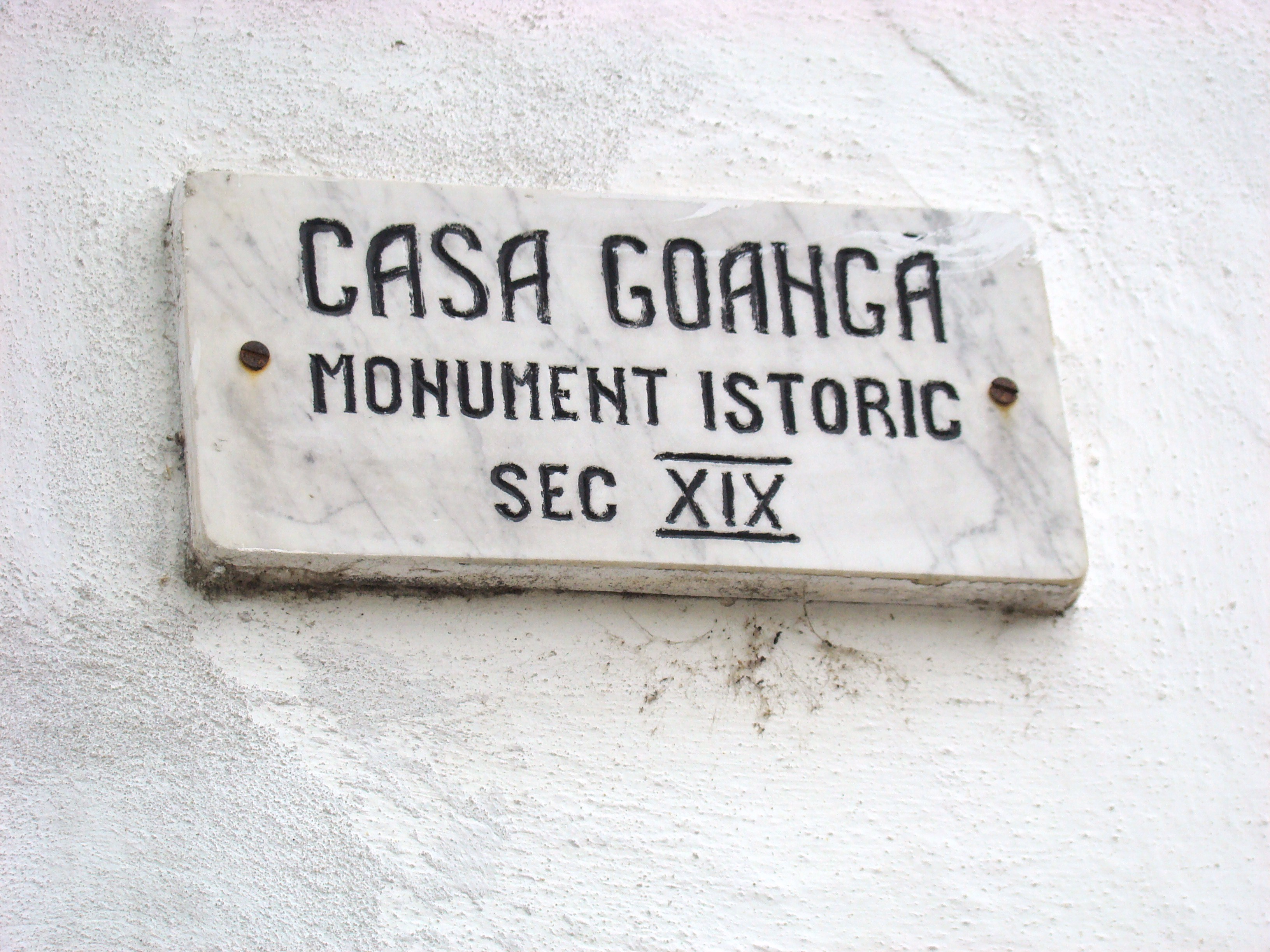

## Vezi și
- Curtea de Argeș